# Ligne Fukuchiyama
La ligne Fukuchiyama (福知山線, Fukuchiyama-sen) est une ligne ferroviaire japonaise exploitée par la West Japan Railway Company (JR West) reliant la gare d'Amagasaki à la gare de Fukuchiyama. Elle traverse les préfectures de Hyōgo et de Kyoto. Entre la gare d'Amagasaki et de Sasayamaguchi, la ligne Fukuchiyama porte le surnom de ligne JR Takarazuka.
La ligne est représentée par le symbole G.

## Histoire
Le 25 avril 2005, un train de banlieue déraille entre la gare de Tsukaguchi et d'Amagasaki provoquant le décès de 107 personnes.

## Caractéristiques

### Ligne
- Longueur : 106,5 km
- Ecartement : 1 067 mm
- Electrification : 1 500 V cc
- Nombre de voies :
  - Double voie entre Amagasaki et Sasayamaguchi
  - Voie unique entre Sasayamaguchi et Fukuchiyama

### Liste des gares
La ligne part d'Amagasaki pour rejoindre la ville de Fukuchiyama, dans le Nord-Est de la préfecture de Kyoto. Elle comprend 30 gares avec une distance moyenne de 3,55 km entre chaque gare.

#### Amagasaki-Sasayamaguchi
Cette section de la ligne est connue sous le nom de ligne JR Takarazuka.

#### Sasayamaguchi-Fukuchiyama
Cette seconde partie de la ligne est longue de 48,1 km avec une moyenne de 5,35 km entre chaque gare.
- Les trains Locaux sont sur la colonne L
- Les trains Regional Rapid Service sont sur la colonne RG
- Les trains Rapid Service sont sur la colonne R
- Les trains Tambaji Rapid Service sont sur la colonne TR
- le Limited Express Kounotori s'arrête également à quelques gares.

| Numéro                      | Gare          | Nom japonais | Distance entre chaque gare | Distance depuis Amagasaki | L | RG | R | TR | Correspondances                                                                      | Localisation   | Localisation        | Localisation |
| --------------------------- | ------------- | ------------ | -------------------------- | ------------------------- | - | -- | - | -- | ------------------------------------------------------------------------------------ | -------------- | ------------------- | ------------ |
| JR-G49                      | Amagasaki     | 尼崎         | -                          | 0,0                       |   |    |   |    | JR West : ligne JR Kobe (interconnexion), ligne JR Tōzai (interconnexion)            | Amagasaki      | Préfecture de Hyōgo |              |
| ☰☰☰ Ligne JR Takarazuka ☰☰☰ |               |              |                            |                           |   |    |   |    |                                                                                      |                |                     |              |
| JR-G69                      | Sasayamaguchi | 篠山口       | 2,3                        | 58,4                      |   |    |   |    |                                                                                      | Tamba-Sasayama | Préfecture de Hyōgo |              |
|                             | Tamba-Ōyama   | 丹波大山     | 2,3                        | 60,7                      |   |    |   |    |                                                                                      | Tamba-Sasayama | Préfecture de Hyōgo |              |
|                             | Shimotaki     | 下滝         | 8,0                        | 68,7                      |   |    |   |    |                                                                                      | Tamba          | Préfecture de Hyōgo |              |
|                             | Tanikawa      | 谷川         | 4,3                        | 73,0                      |   |    |   |    | JR West : ligne Kakogawa                                                             | Tamba          | Préfecture de Hyōgo |              |
|                             | Kaibara       | 柏原         | 7,0                        | 80,0                      |   |    |   |    |                                                                                      | Tamba          | Préfecture de Hyōgo |              |
|                             | Isō           | 石生         | 3,2                        | 83,2                      |   |    |   |    |                                                                                      | Tamba          | Préfecture de Hyōgo |              |
|                             | Kuroi         | 黒井         | 4,3                        | 87,5                      |   |    |   |    |                                                                                      | Tamba          | Préfecture de Hyōgo |              |
|                             | Ichijima      | 市島         | 6,5                        | 94,0                      |   |    |   |    |                                                                                      | Tamba          | Préfecture de Hyōgo |              |
|                             | Tamba-Takeda  | 丹波竹田     | 4,2                        | 98,2                      |   |    |   |    |                                                                                      | Tamba          | Préfecture de Hyōgo |              |
|                             | Fukuchiyama   | 福知山       | 8,3                        | 106,5                     |   |    |   |    | JR West : ligne principale Sanin, ligne Maizuru Kyoto Tango Railway : ligne Miyafuku | Fukuchiyama    | Préfecture de Kyoto |              |

## Matériel roulant

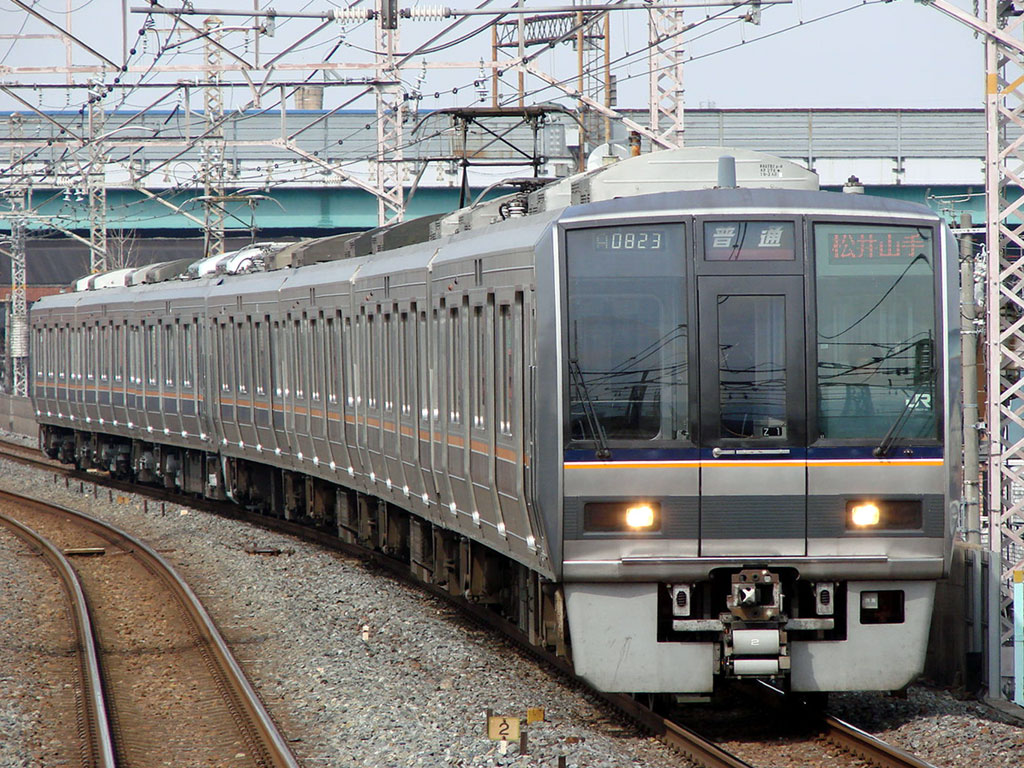
Automotrice série 207
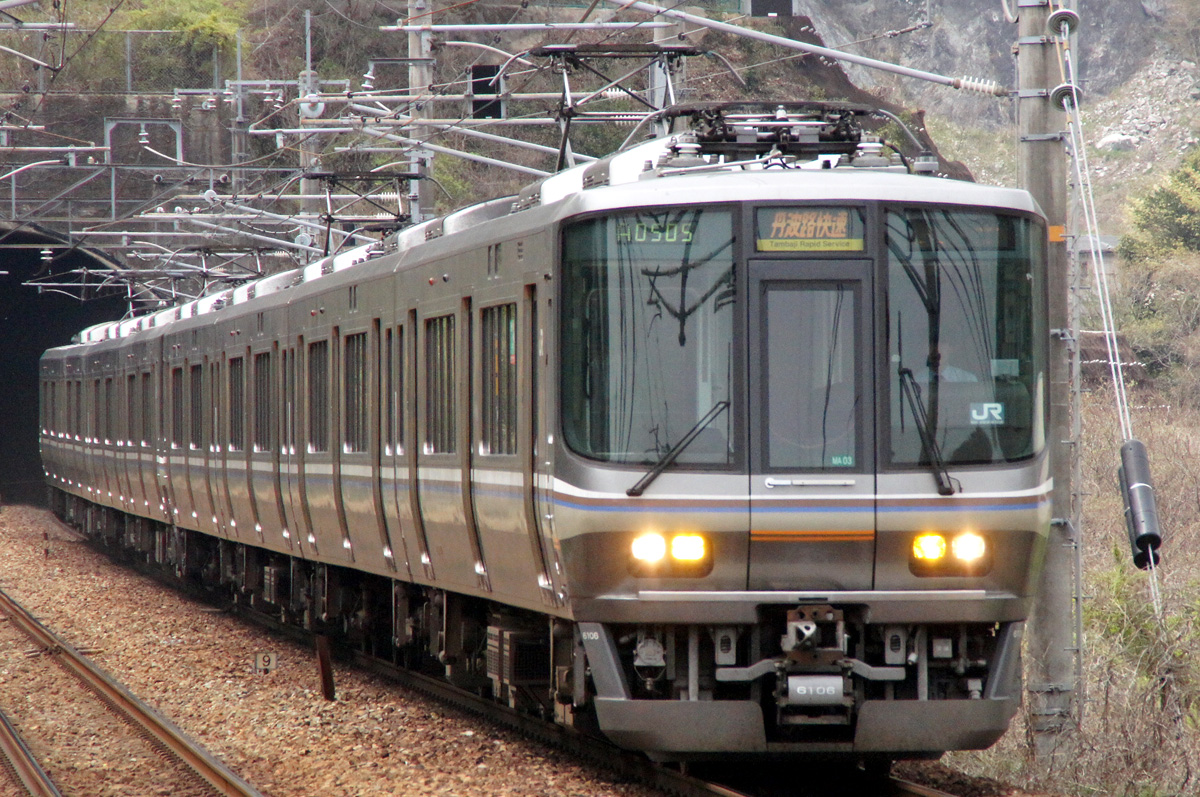
Automotrice série 223
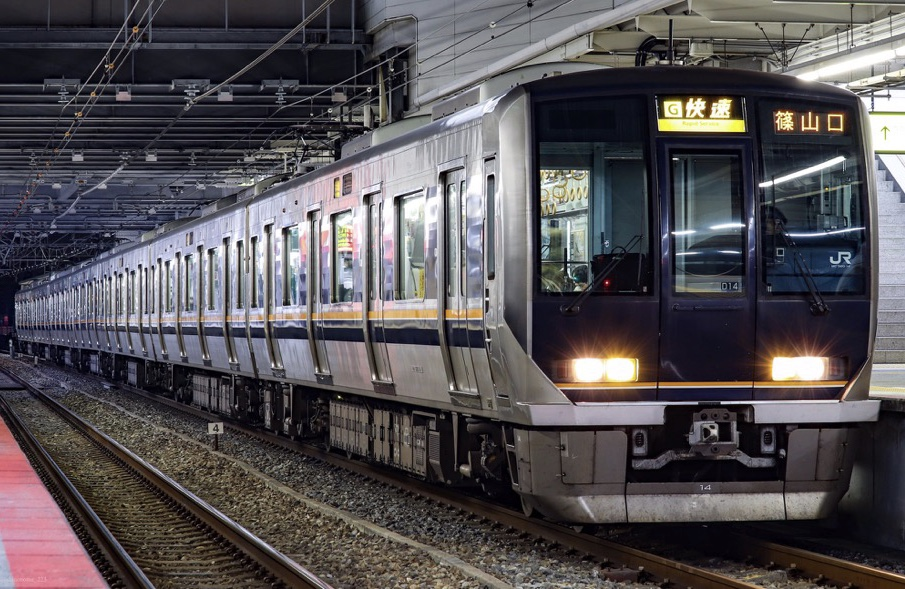
Automotrice série 321
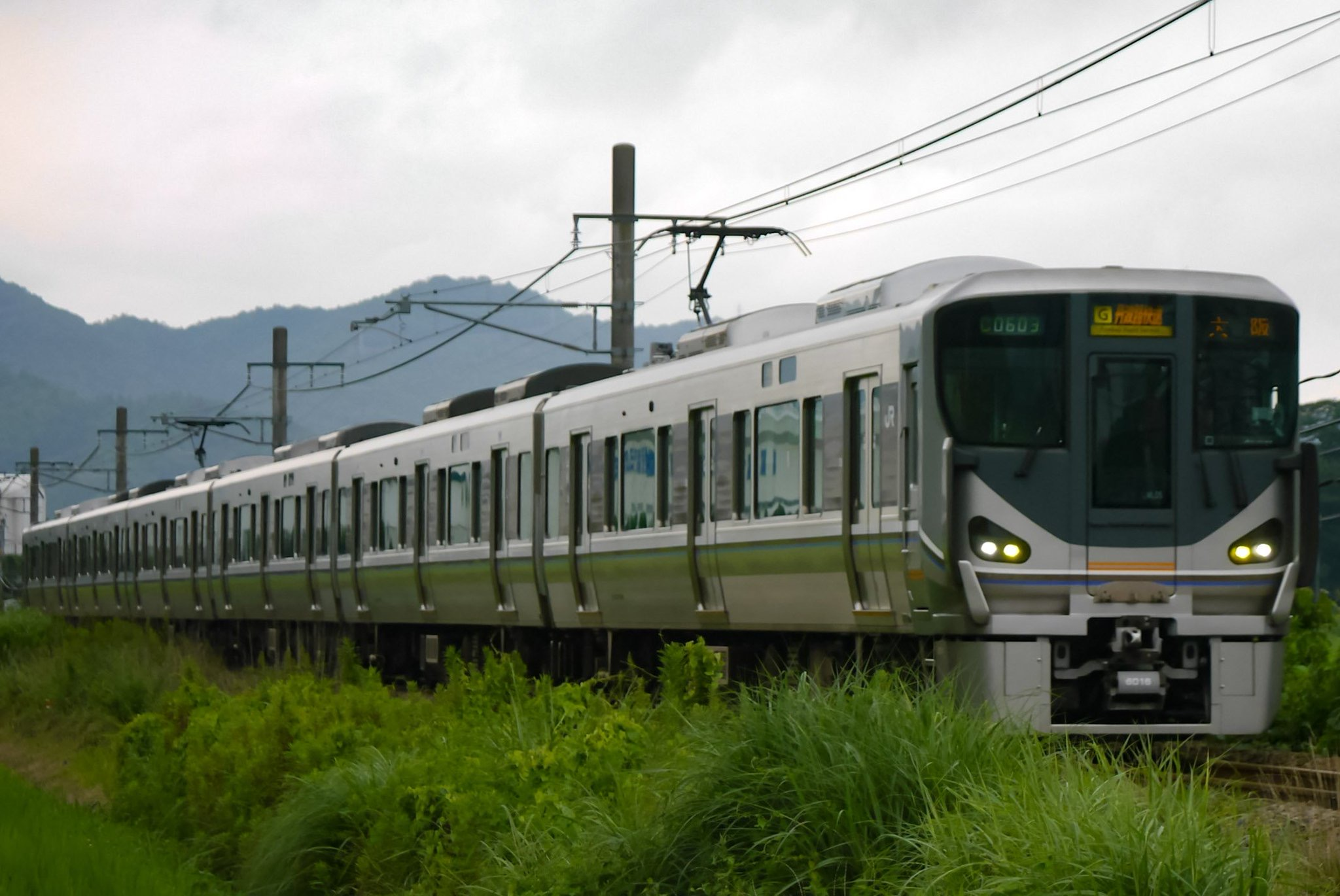
Automotrice série 225
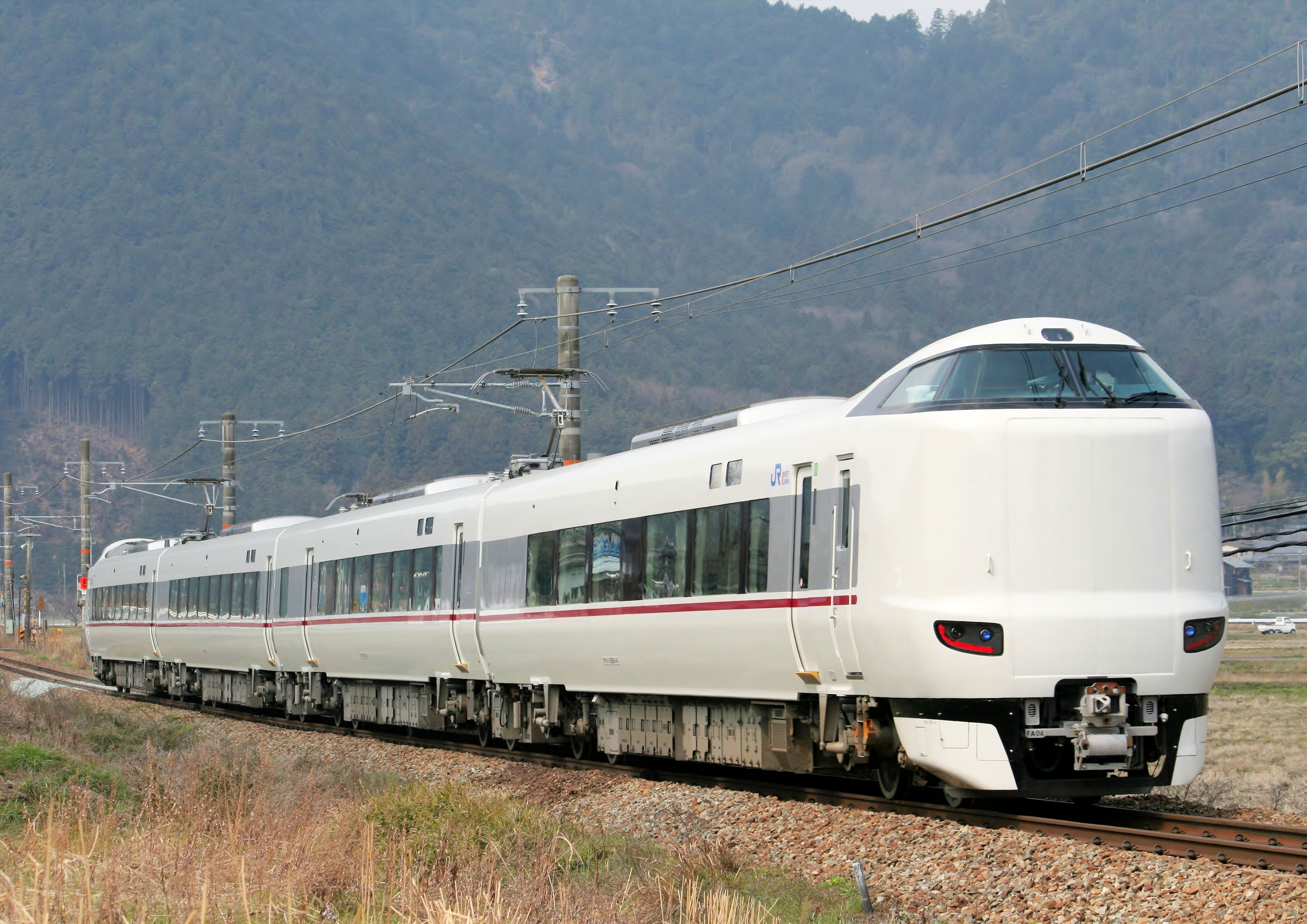
Automotrice série 287
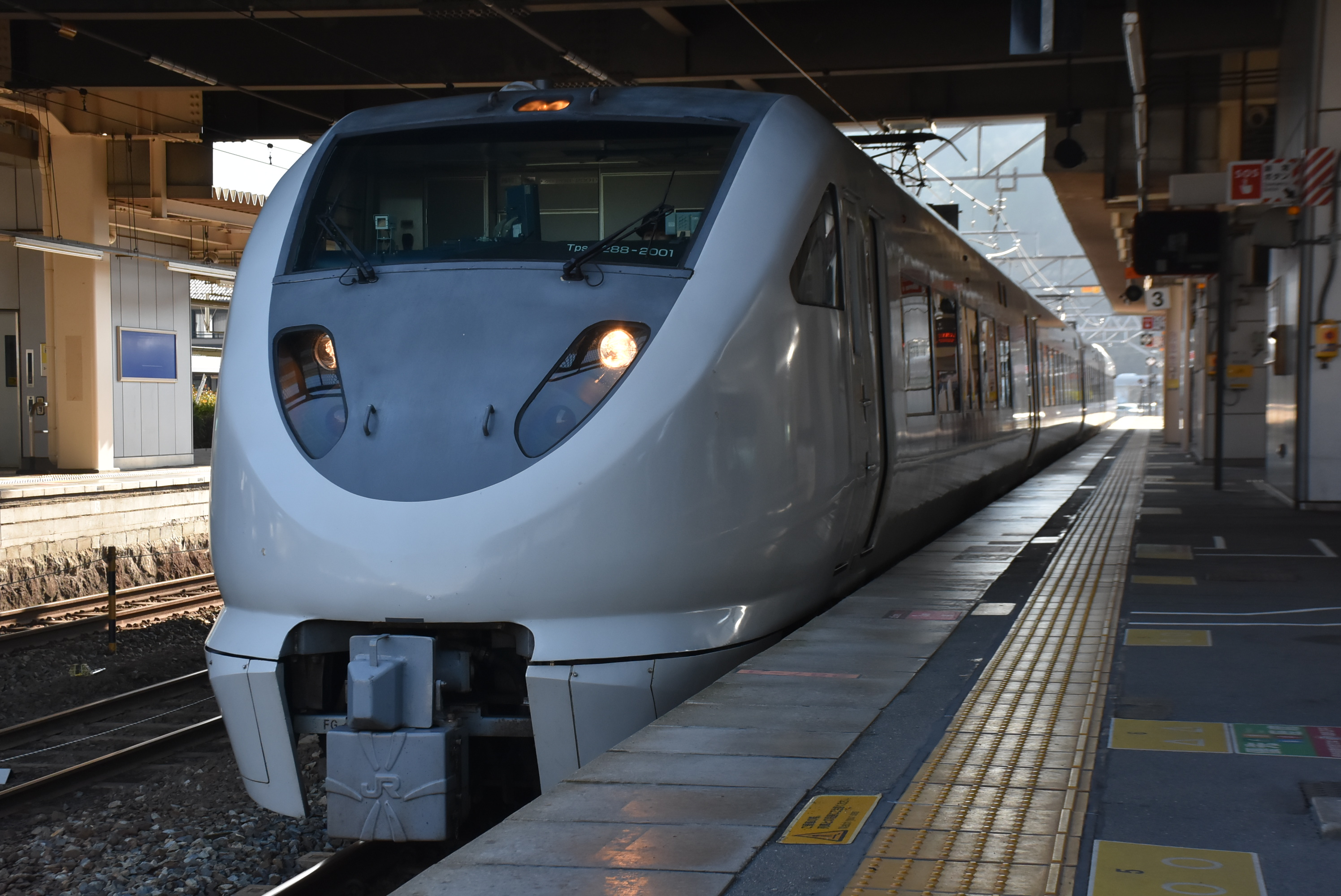
Automotrice série 289